# Wake Up Call
Wake Up Call este un cântec compus de formația pop-rock Maroon 5. Este piesa cu numărul patru de pe albumul de studio It Won't Be Soon Before Long (2007) și totodată al doilea extras pe single de pe album.

## Compunerea piesei
Piesa a fost compusă de cântărețul și chitaristul Adam Levine, în colaborare cu chitaristul James Valentine.

## Videoclip
Videoclipul filmat pentru Wake Up Call a fost regizat de Jonas Åkerlund, regizor cu care au mai lucrat și la videoclipul pentru piesa This Love. Filmările au durat aproximativ trei zile și s-au desfășurat în luna iulie. Câteva scene din videoclip sunt propuse spre promovare sub aspectul unor trailer-e (scurt montaj de prezentare a unui film) și sunt marcate ca fiind interzise minorilor sub șaptesprezece ani (NC-17).
Potrivit site-ului oficial al formației, premiera a avut loc pe 31 iulie pe canalul online YouTube, fiind urmărită de peste patru milioane de oameni; în luna august, clipul a fost introdus și pe canalul muzical MTV. 

## Extras pe single
Maroon 5 lansează în luna august 2007 cel de-al doilea extras pe single de pe albumul It Won't Be Soon Before Long, anume piesa Wake Up Call, un cântec ce a avut succes și în România.

## Alte versiuni
Piesa a fost interpretată în emisiunea 45th at Night, unde s-a bucurat de participarea cântăreței Eve.
Mary J. Blige a înregistrat un remix al piesei – anterior intitulată Wake Up Call (Mark Ronson remix) –, disponibil numai în variantă digitală.